# Stichoneuron
Stichoneuron Hook.f. – rodzaj wieloletnich roślin z rodziny Stemonaceae, obejmujący 5 gatunków, występujących w Asamie, Mjanmie, Tajlandii i  Malezji.

## Morfologia
ŁodygaKrótkie kłącze.
LiścieUlistnienie naprzemianległe. Ogonki liściowe lekko pochwiaste.
KwiatyNiewielkie kwiaty wyrastające na gęsto ustawionych, sztywnych szypułkach, zebrane w wierzchotki, wyrastające z pachwiny liścia. Okwiat pojedynczy, o listkach zrośniętych u nasady ze sobą i zalążnią. Pręciki wolne. Zalążnia półdolna.
OwoceTorebki. Nasiona z kruchym, nitkowatym elajosomem.

## Systematyka
Pozycja systematyczna według Angiosperm Phylogeny Website (aktualizowany system APG IV z 2016)Należy do rodziny Stemonaceae, w rzędzie pandanowców (Pandanales)  zaliczanych do jednoliściennych (monocots).
Gatunki
- Stichoneuron bognerianum Duyfjes
- Stichoneuron calcicola Inthachub
- Stichoneuron caudatum Ridl.
- Stichoneuron halabalense Inthachub
- Stichoneuron membranaceum Hook.f.